# Antonija Javornik
Antonija Javornik (Maribor, 1893 – Belgrado, 1974) è stata una militare, sergente ed eroina serba nella guerra di Serbia, infermiera e sergente nell'esercito serbo durante le guerre balcaniche e la prima guerra mondiale. Fu ferita in combattimento dodici volte e ricevette dodici medaglie al valore.

## Biografia
Antonija Javornik nacque a Maribor, nel 1893. Per la Javornik, la prima guerra mondiale iniziò con le battaglie intorno a Šabac, durante la battaglia di Cer, in cui fu ucciso suo zio, il Capitano Martin Javornik. Ha ricevuto la sua seconda medaglia (la medaglia Miloš Obilić) dopo questi primi impegni militari.
La guerra la portò poi a Belgrado, dove partecipò alla difesa della città. Insieme al resto dell'esercito serbo, si ritirò sulle montagne del Montenegro e dell'Albania e assistette alla morte di molti sulle isole di Corfù e Vido.
Dopo un periodo di convalescenza, giunse sul fronte di Salonicco e partecipò alla Battaglia di Kajmakchalan, combattuta tra il 12 e il 30 settembre 1916. Dopo la caduta di Kaymakchalan, lo sfondamento del fronte di Salonicco e la liberazione di Bitola, ricevette la sua più preziosa medaglia, la Stella con Spade di Karađorđević.
Durante la guerra, ha partecipato alle zone di guerra più sanguinose e difficili. Fu insignita dell'Ordine della Stella di Karađorđević, due Medaglie di Obilić, la Medaglia Commemorativa Albanese, la Medaglia dell'Aquila Bianca, la Medaglia al Valor Militare, la Medaglia per i Servizi alla Casa Reale, la Legion d'onore francese - Cavaliere, il più alto ordine di merito francese assegnato a un cittadino straniero, e la Medaglia Russa di San Giorgio (III Classe).
Morì a Belgrado, nel 1974.